# Джозеф Нсубуга
Оскар Джозеф Нсубуга (англ. Oscar Joseph Nsubuga; 23 жовтня 1955 — 4 травня 2013) — угандійський боксер, призер чемпіонату світу з любительського боксу (1974).
Учасник І чемпіонату світу з боксу 1974 року в Гавані (Куба), здобув бронзову медаль.
Наступного року перейшов у професійний бокс. Провів 19 поєдинків, у 16 з них одержав перемогу.